# ALI PROJECT TOUR 2010 汎新日本主義
『ALI PROJECT TOUR 2010 汎新日本主義』（アリプロジェクト ツアー にせんじゅう はんしんにほんしゅぎ）は、2010年10月16日から同年11月3日まで行われたライブツアー。またその模様を収録した映像作品。ALI PROJECTの6作目のライブ映像作品であり、2011年2月9日に徳間ジャパンコミュニケーションズから発売された。

## 概要
前作『月光ソワレVI 〜Gothic Opera〜』から約7ヶ月ぶりのリリースであり、2011年1作目の作品。11月3日の東京国際フォーラム公演の模様を収録している。
DISCは2枚組の構成で、1枚目にはライブ本編映像、2枚目には特典映像としてリハーサル風景、当日舞台裏などのオフショット映像が収録されている。初回生産分のみ限定で、全5種の宝野アリカのイラスト入りポストカードがランダムで1種類封入されている。

## 収録内容

### DISC-1
| 01 | 刀と鞘                                     |
| 02 | 亂世エロイカ                               |
| 03 | 四神獣飼殺し                               |
| 04 | 雪華懺悔心中                               |
| 05 | 六道輪廻サバイバル                         |
| 06 | 阿修羅姫                                   |
| 07 | SENGOKU GIRL                               |
| 08 | この國よ静かに目覚めたまえ（Instrumental） |
| 09 | 平成日本残酷物語                           |
| 10 | 腕〜kaina                                  |
| 11 | 愛と誠                                     |
| 12 | 帝都乙女決死隊                             |
| 13 | 神風                                       |
| 14 | 亡國覚醒カタルシス                         |
| 15 | 絶國TEMPEST                                |
| 16 | 髑髏ヶ城の巫女達は永遠に現世の夢を見る     |
| 17 | 巴里と画家と女                             |
| 18 | 戦争と平和                                 |
| 19 | 平和の因子                                 |
| 20 | 鹿鳴館ブギウギ                             |
| 21 | 東方憧憬未見聞録                           |
| 22 | 暗黒サイケデリック                         |

### DISC-2
1. 特典オフショット映像（リハーサル風景やライブ当日の舞台裏などのオフショット映像）

### 開催日時・会場
| 公演数 | 開催日   | 会場                               |
| ------ | -------- | ---------------------------------- |
| 01     | 10月16日 | 中京大学文化市民会館プルニエホール |
| 02     | 10月22日 | Zepp Fukuoka                       |
| 03     | 10月24日 | 神戸国際会館                       |
| 04     | 11月3日  | 東京国際フォーラム ホールA         |